# Исцеление Товита
«Исцеление Товита» («Товий, исцеляющий своего отца») — картина итальянского художника Доменико Фетти из собрания Государственного Эрмитажа.
Картина иллюстрирует эпизод из  второканонической/неканонической книги Ветхого завета — Книги Товита (11: 10—14): ослепшего Товита исцеляет его сын Товий, за благочестивый образ жизни самого Товита и спасение бедствующих ему помощь оказывает Архангел Рафаил.
Картина написана Фетти в 1621—1622 годах; в 1662 году она числилась в собрании Кристофоро и Франческо Музелли в Вероне. Наследники Кристофоро Музелли в 1685 году продали все семейное собрание торговцу Луи Альваресу во Францию и картина оказалась сначала в собрании герцога Филиппа II Орлеанского, а затем в коллекции Жюльена. В 1767 году коллекция Жюльена была распродана в Париже с аукциона, и картину «Исцеление Товита» приобрел князь Д. А. Голицын для императрицы Екатерины II. Выставляется в здании Нового Эрмитажа в зале 232.
Известна авторская копия картины, находившаяся в Венеции в собрании Барбариго и в 1850 году поступившая в Эрмитаж. Впоследствии эта копия была продана, вероятно П. В. Деларову, после смерти которого, в свою очередь, снова продана её в Париже в торговом доме Жоржа Пти в 1914 году. Существуют и другие варианты и копии картины.